# Luhova, Illinți
Luhova (în ucraineană Лугова) este un sat în comuna Iakubivka din raionul Illinți, regiunea Vinnița, Ucraina.

## Demografie
Componența lingvistică a localității Luhova
     Ucraineană (100%)
Conform recensământului din 2001, toată populația localității Luhova era vorbitoare de ucraineană (100%).